# واین (وورتمبرگ)
واین (به آلمانی: Wain) یک شهر در آلمان است که در Biberach واقع شده‌است. واین ۱٬۵۳۰ نفر جمعیت دارد.